# Натюрморт с селёдкой
Натюрморт с селёдкой — разновидность бытового натюрморта. Пик его популярности пришёлся на XVII век (в живописи «малых голландцев»).
Сельдь как блюдо — один из наиболее частых объектов изображения в живописи.

## Символизм
В голландской живописи, для которой характерны символизм и аллегории, «натюрморты с селёдкой» имеют сакральный подтекст: рыба, хлеб и вино — элементы христианской символики. На ранних натюрмортах предметы степенно выстраивались в соответствии с канонами. Скромные и незамысловатые «завтраки» отражали пуританские вкусы публики, а символика картин была понятна людям той эпохи. Например, на картинах Питера Класа сельдь — это символ Христа, хлеб и вино — таинство причастия, нож — символ жертвы, лимон — краткость земных удовольствий, орехи в скорлупе — душа, скованная грехом, виноград — символ божественного покровительства.
В натюрмортах Давида Штеренберга селёдка — жадное вожделение изголодавшегося человека, олицетворение скудости жизни и нужды тех лет.

## «Типично русский натюрморт»
«Типично русский натюрморт» или «пьяный натюрморт» — изображение водки в обрамлении разнообразных закусок, включая селёдку. В советскую эпоху натюрморт с водкой и селёдкой стал популярной темой. В этом жанре работали как представители официального соцреализма, так и нонконформисты.

## Авторы
Среди художников, обращавшихся к этому сюжету, были:
- Виллем ван Алст
- Владимир Малагис

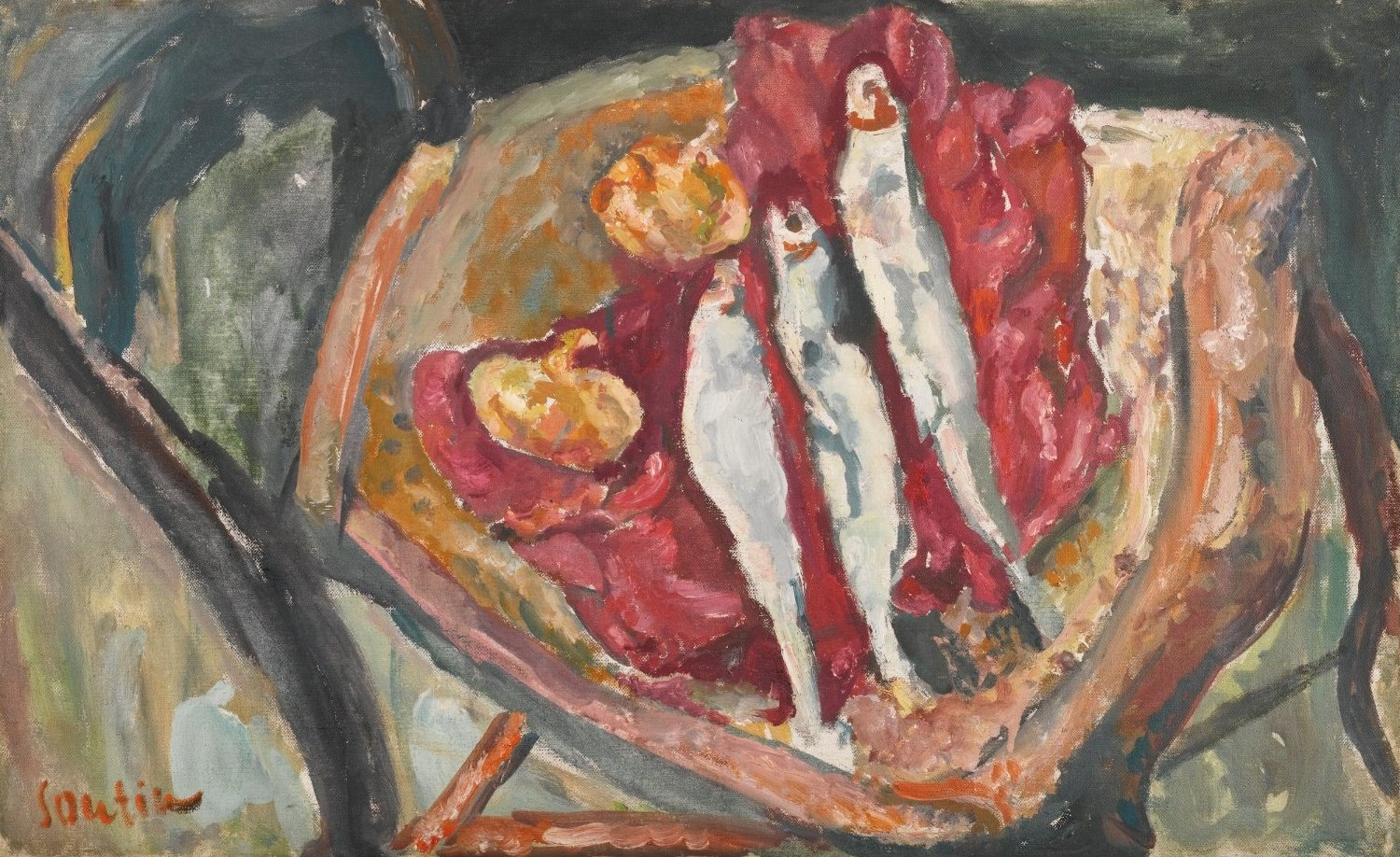
Хаим Сутин
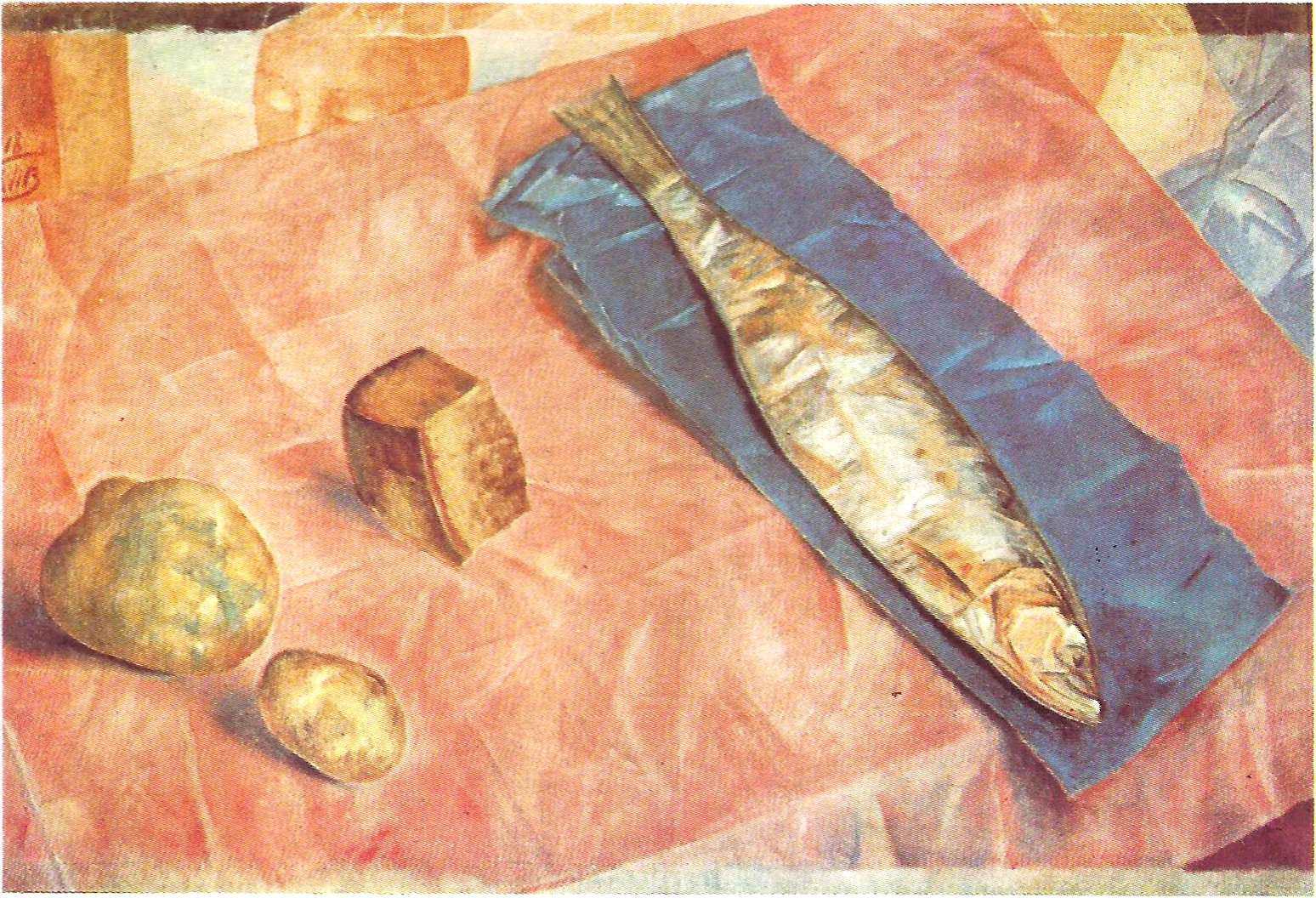
Кузьма Петров-Водкин
- Зинаида Серебрякова
- Кончаловский, Пётр Петрович
- Оскар Рабин
- Мельников, Евгений Павлович

## Галерея

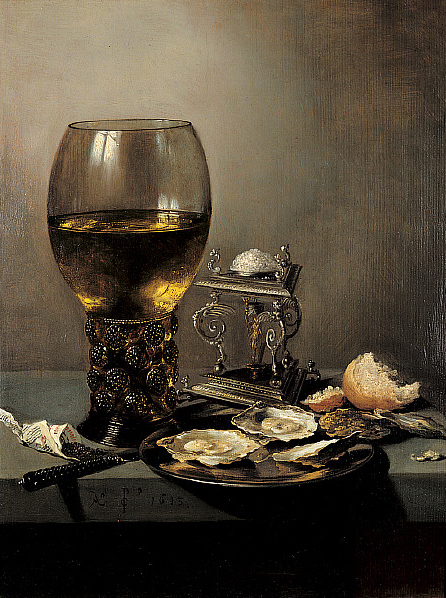
Питер Клас Натюрморт (1643)
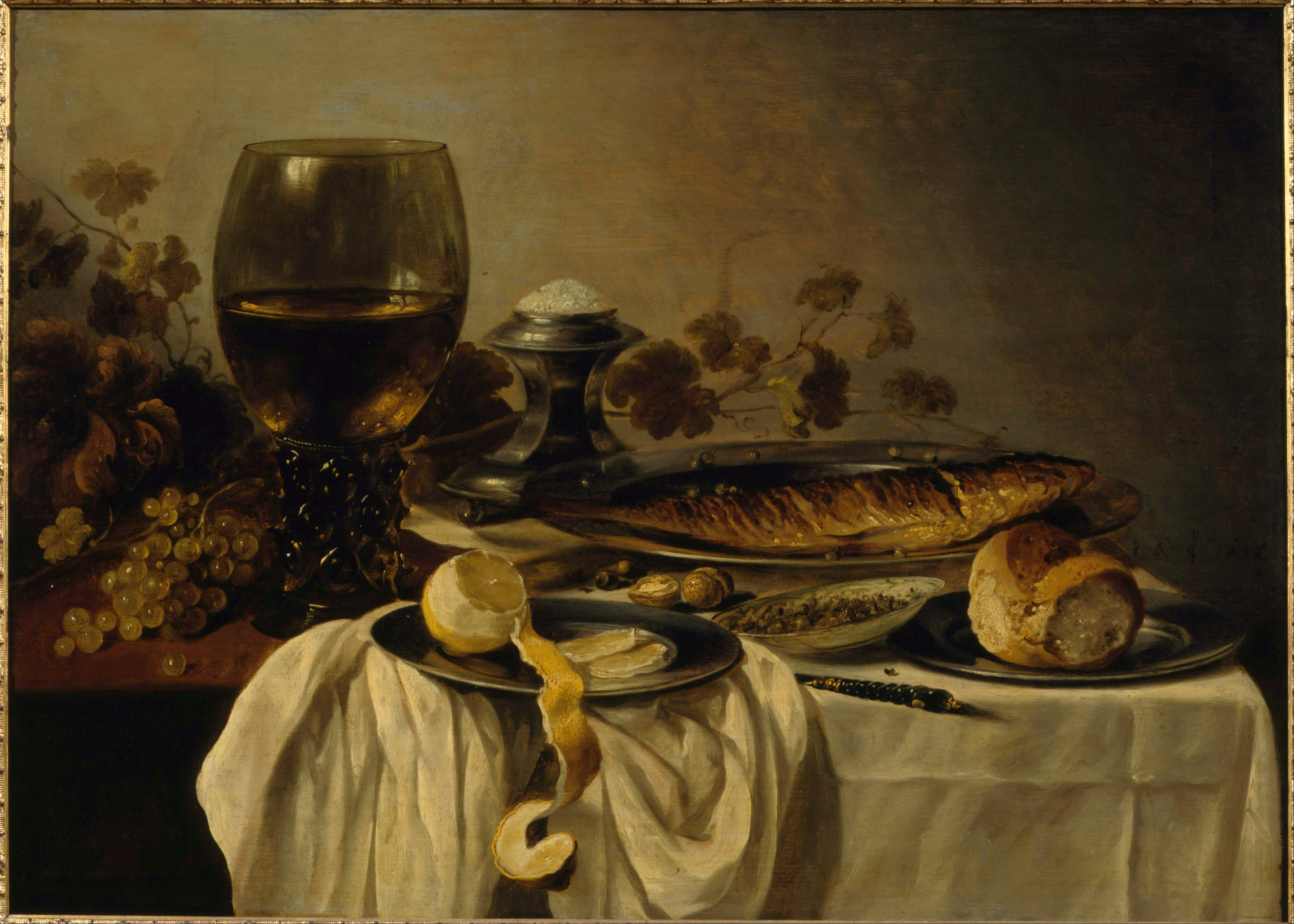
Питер Клас Завтрак (1646)
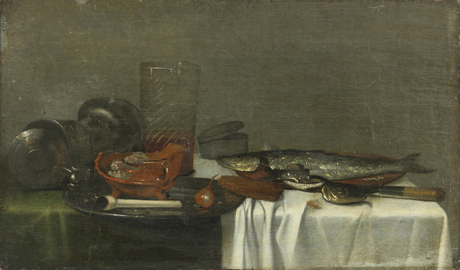
Питер Клас Натюрморт, Национальная картинная галерея Армении, Ереван
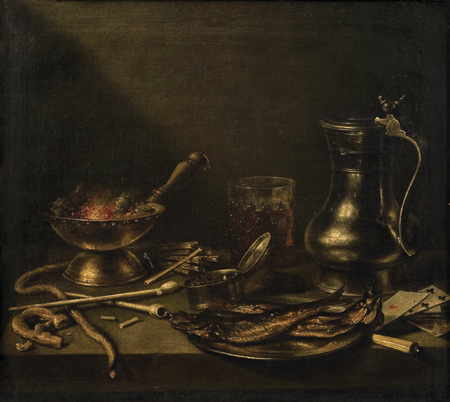
Питер Клас Натюрморт. Национальный музей искусств Азербайджана, Баку
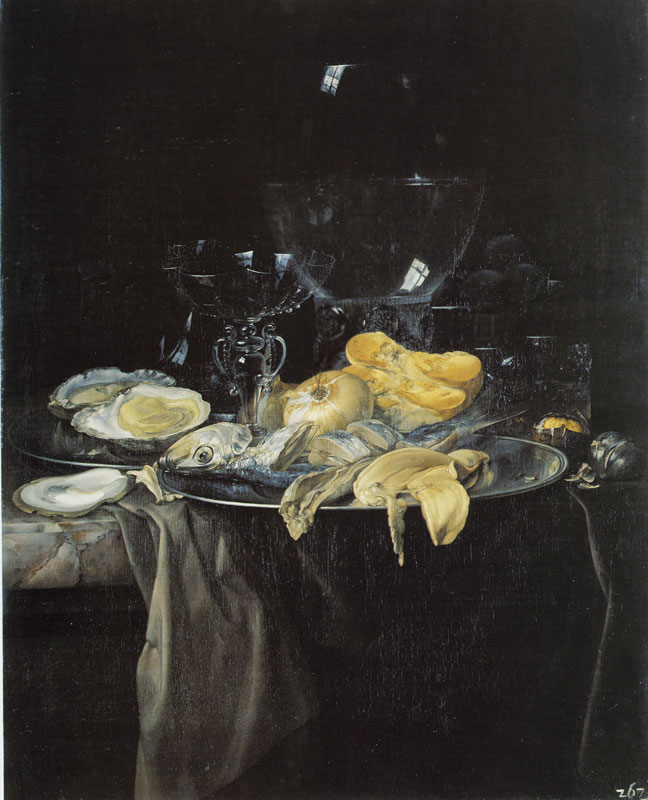
Виллем ван Алст (1679)
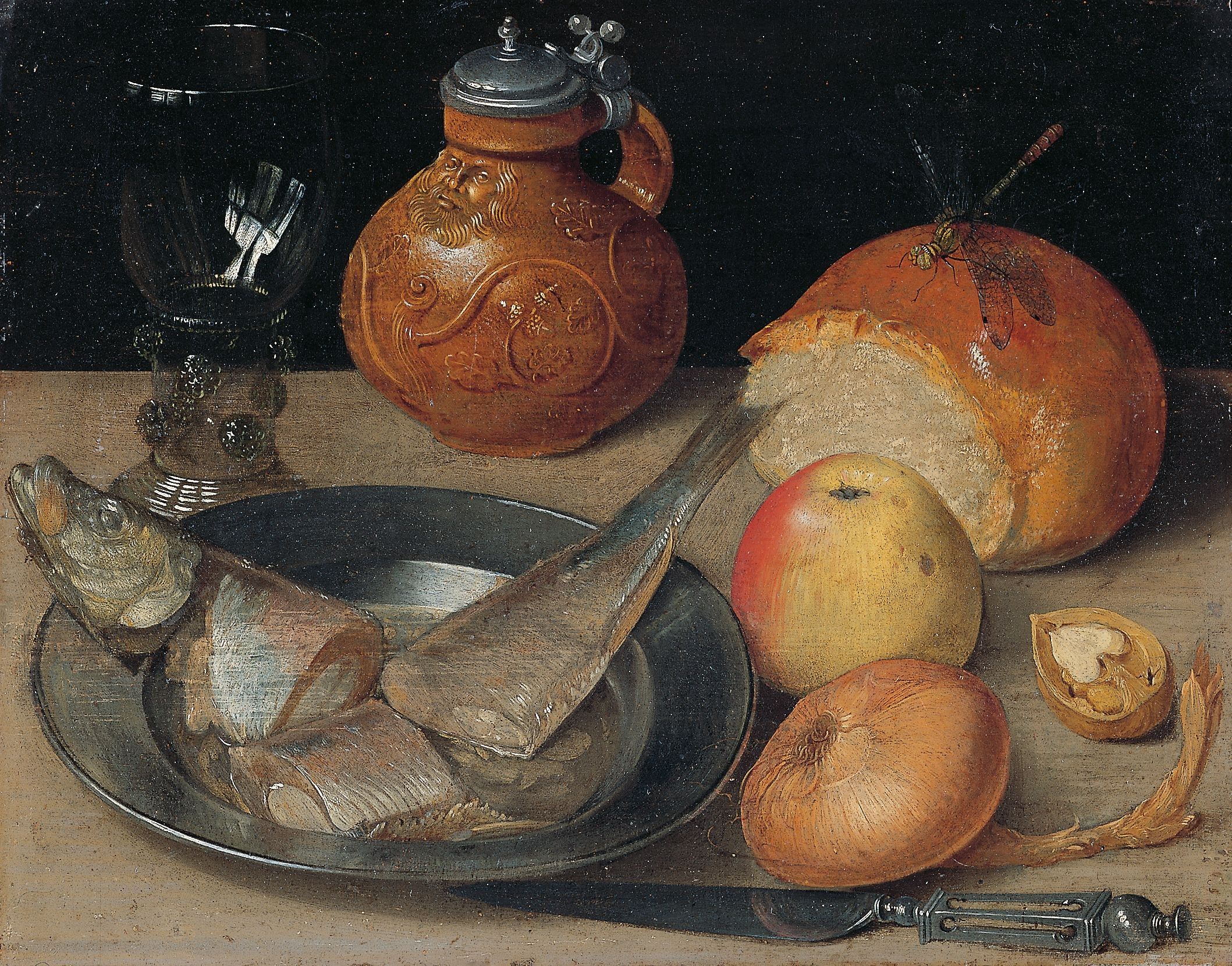
Георг Флегель

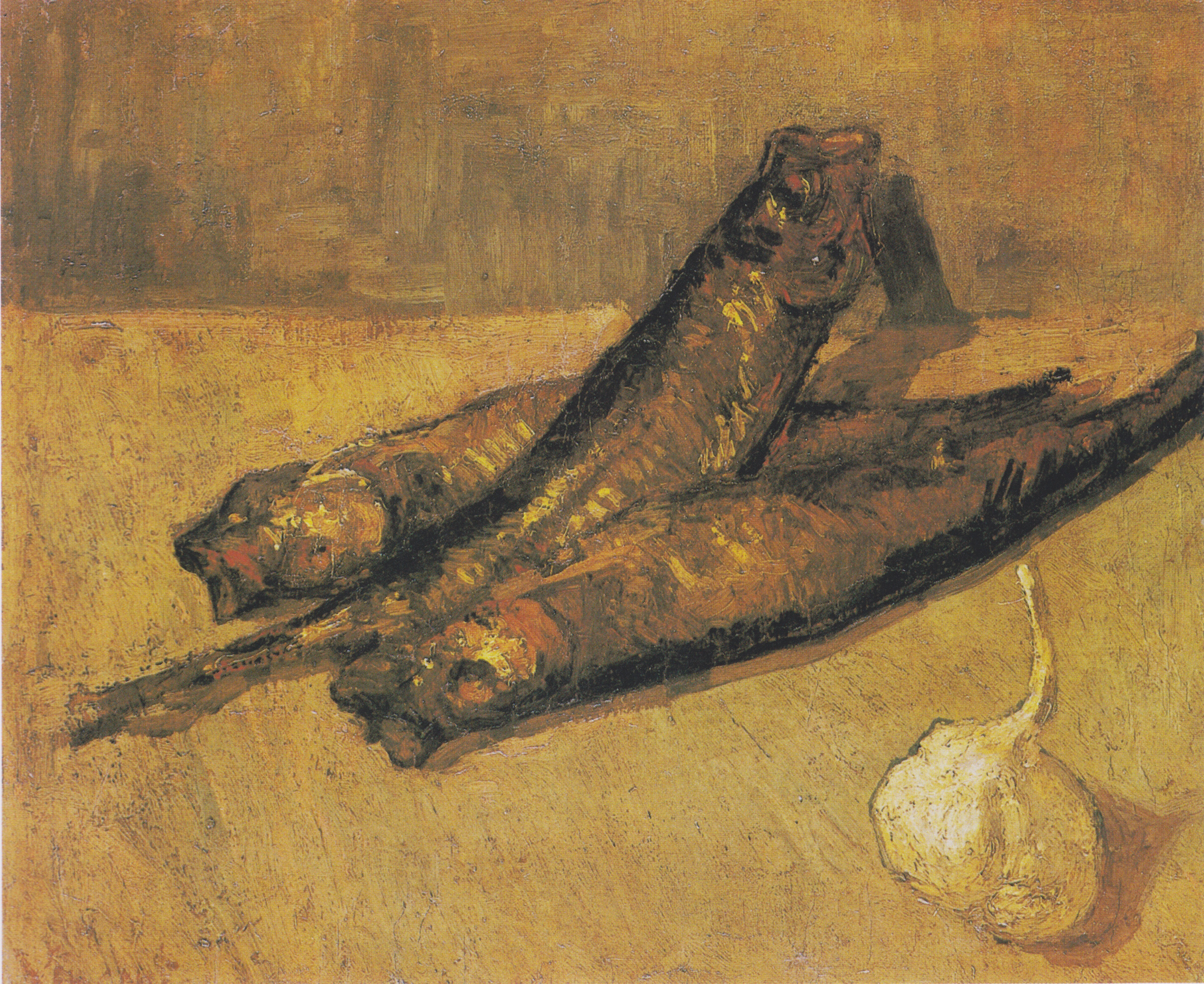
Винсент Ван Гог, 1887
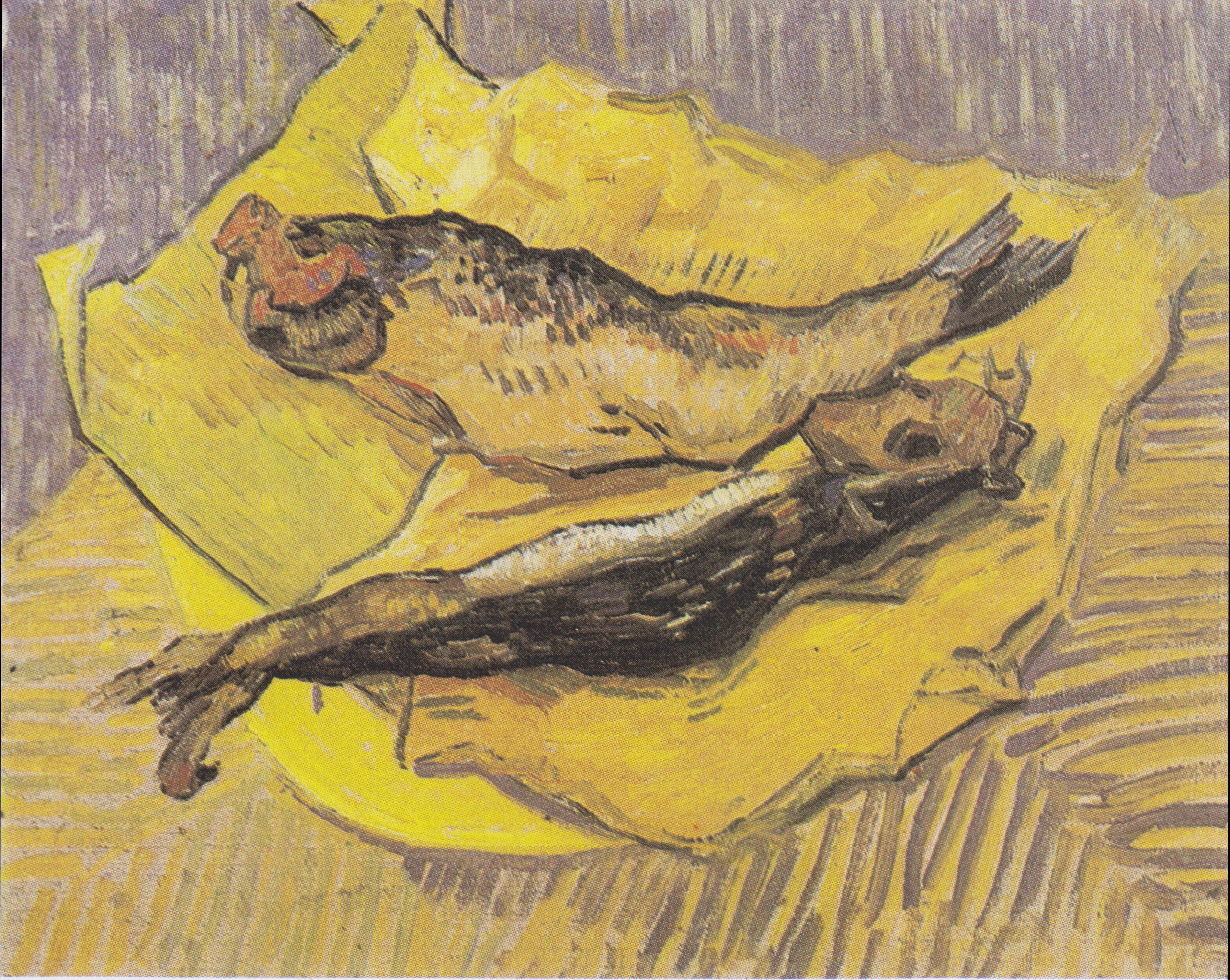
Винсент Ван Гог, Натюрморт копченая селедка на куске желтой бумаги, 1889
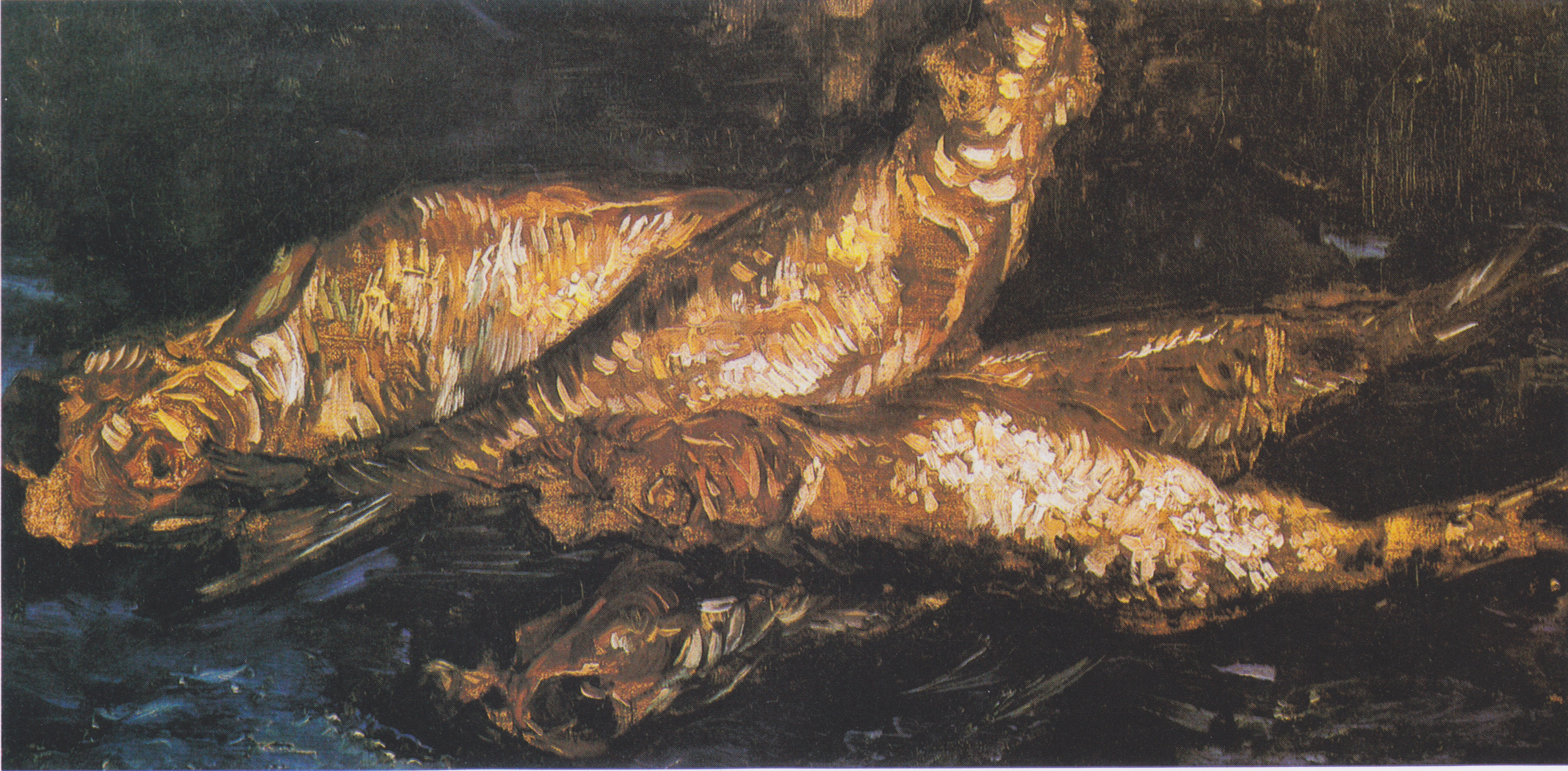
Винсент Ван Гог, 1886

- Хаим Сутин
- Кузьма Петров-Водкин